# Joseph Reinhardt
Pour les articles homonymes, voir Reinhardt.
Joseph Reinhardt, né le 1er mars 1912 dans le 12e arrondissement de Paris et mort le 24 février 1982 à Bondy (Seine-Saint-Denis), est un guitariste français de jazz manouche. Surnommé Nin-Nin, il est l'un des frères de Django Reinhardt, et l'oncle du guitariste et compositeur français Jean-Jacques Reinhardt, fils de Django, surnommé Babik.

## Carrière
Très jeune, il fait ses débuts musicaux en jouant du banjo dans les campements manouches, aux terrasses des cafés, et dans les bals musette avec son frère Django.
Lors de l'incendie de la roulotte de son frère qui cloue ce dernier à un lit d'hôpital de long mois durant, Joseph lui amène une guitare (le banjo étant trop sonore pour jouer à l'hôpital). C'est un élément décisif de la carrière des deux frères.
En 1931 il découvre le jazz chez Émile Savitry, à Toulon, et dès 1932-1933, ayant adopté la guitare, il joue avec des musiciens chevronnés parmi lesquels Coleman Hawkins.
À partir de 1934, son temps est entièrement absorbé par les activités du Quintette du Hot Club de France. Il reste alors très effacé derrière son frère Django dont il est le plus fidèle compagnon, selon Charles Delaunay, il est le « vassal effacé du grand frère, fidèle porteur de guitare, pourvoyeur en cordes de rechange » Une relation cependant orageuse qui en fait parfois venir les deux frères aux mains.
Lassé d'être dans l'ombre de son aîné, Joseph prend son indépendance à partir de 1937, année où il enregistre avec Bill Coleman, puis en 1940 où il entre dans le grand orchestre d'Aimé Barelli, puis l'orchestre Jazz de Paris d'Alix Combelle.
En 1943, il forme son propre groupe avec notamment André Hodeir. 
À la mort de son frère Django, il met un certain temps avant de remonter sur scène et prend soin dans les premiers temps de toujours laisser une chaise vide, en souvenir de Django. Joseph Reinhardt abandonne alors la guitare acoustique pour la guitare électrique qu'il abandonne à son tour en 1957 pour reprendre sa guitare d'origine. Il forme alors avec les violonistes Pierre Ramonet et Vivian Villerstein un nouveau quintette à cordes qui se produit dans les clubs du Quartier latin. Il collabore également avec Jacques Vérières, l'auteur de Mon pote le gitan.
Loin de se figer dans la reproduction stricto sensu de la musique qu'il jouait avec son frère, il suit avec ferveur les nouveaux talents de l'évolution de la guitare jazz tels Jimmy Raney et Wes Montgomery. Ce dernier lui adressera d'ailleurs au cours d'un concert, comme un clin d'œil, un portamento (ou bend). Un effet que Montgomery n'utilise jamais, mais qui était la signature de Django.
Peu avant son décès, il déclare à Biréli Lagrène, rencontré lors de son premier concert parisien au New Morning, « tu as la même main droite que mon frère ».
Joseph Reinhardt, au style plus abrupt et moins sophistiqué que son frère Django, est un styliste et un arrangeur talentueux du jazz manouche. Aux côtés des frères Ferret ou de Francis Alfred Moerman, il est, notamment grâce à ses passages fréquents au café La Chope des puces de Saint-Ouen, l'un des passeurs qui ont permis le développement de ce que l'on nomme aujourd'hui le jazz manouche.

## Liens
- Site officiel
- Ressources relatives à la musique :   - AllMusic
  - Discography of American Historical Recordings
  - Discogs
  - MusicBrainz
  - Muziekweb
- Notices d'autorité :   - VIAF
  - ISNI
  - BnF (données)
  - IdRef
  - LCCN
  - GND
  - Belgique
  - Israël
  - WorldCat